# فرانک فن هاتم
فرانک فن هاتم (هلندی: Frank van Hattum؛ زادهٔ ۱۷ نوامبر ۱۹۵۸) بازیکن فوتبال هلندی‌تبار اهل نیوزیلند بود.
وی همچنین در تیم ملی فوتبال نیوزیلند بازی کرده‌است.